# Temporada 2013 del Campeonato de Galicia de Rally
La  temporada 2013 fue la edición 35º del Campeonato de Galicia de Rally. Comenzó el 16 de febrero en el Rally Serra da Groba y terminó el 6 de octubre en el Rally Ribeira Sacra. Inicialmente el calendario contaba con nueve pruebas pero el Rally Botafumeiro fue anulado. El ganador fue Luis Vilariño que se proclamó campeón gallego por primera vez.

## Calendario
| N.º | Fecha             | Rally                           | Resultados |
| --- | ----------------- | ------------------------------- | ---------- |
| 1   | 16-17 de febrero  | 2.º Rally Serra da Groba        | Resultados |
| 2   | 16-17 de marzo    | 19.º Rally do Cocido            | Resultados |
| 3   | 20-21 de abril    | 29.º Rally Ría de Noia          | Resultados |
| 4   | 25-26 de mayo     | 6.º Rally Comarca da Ulloa      | Resultados |
| 5   | 8-9 de junio      | 26.º Rally Cidade de Narón      | Resultados |
| 6   | 20-21 de julio    | 10.º Rally Sur do Condado-Gedas | Resultados |
| 7   | 7-8 de septiembre | 35.º Rally San Froilán          | Resultados |
| 8   | 5-6 de octubre    | 2.º Rally Ribeira Sacra         | Resultados |
| -   | 9-10 de noviembre | 25.º Rally Botafumeiro          | Anulado    |

## Resultados

### Campeonato de pilotos
| Pos.             | Piloto               | 1 SDG | 2 RDC | 3 RDN | 4 ULL | 5 CDN | 6 SDC | 7 LUG | 8 RBS | 9 BOT | Pts  |
| ---------------- | -------------------- | ----- | ----- | ----- | ----- | ----- | ----- | ----- | ----- | ----- | ---- |
| 1.               | Luis Vilariño        | 2     | 1     | 3     | 2     | 1     | 2     | 3     | 2     | -     | 1600 |
| 2.               | Iván Ares            | 1     | 2     | Ret   | 1     | 2     | 1     | 2     | Ret   | -     | 1447 |
| 3.               | David González Gil   | Ret   | 5     | 6     | 5     | 6     | 4     | 11    | 5     | -     | 958  |
| 4.               | Pablo Silva Losada   | 6     | 4     | 13    | Ret   | 4     | 3     | 5     | 14    | -     | 930  |
| 5.               | Celestino Iglesias   | 7     | 8     | Ret   | 7     | 12    | 6     | 17    | 32    | -     | 635  |
| 6.               | Jaime Castro Castro  | 9     | Ret   | 7     | 4     | Ret   | Ret   | 9     | 3     | -     | 574  |
| 7.               | Alberto López Belón  |       | Ret   | 5     | 3     | 3     | Ret   | Ret   |       | -     | 515  |
| 8.               | Iago Silva Rodríguez | 21    | 14    | 19    | 10    | 15    | 10    | 14    | 11    | -     | 468  |
| 9.               | Javier García Otero  |       | ?     | ?     | ?     | 41    | ?     | ?     |       | -     | 452  |
| 10.              | Féliz Macias Pazos   | 8     | 7     | 10    | Ret   |       | 5     | Ret   |       | -     | 449  |
| No clasfificados |                      |       |       |       |       |       |       |       |       |       |      |
| -                | Sergio Vallejo       |       | 3     | 1     |       |       |       | 1     | 1     | -     | 437  |

### Campeonato de copilotos
| Pos. | Copiloto              | Pts  |
| ---- | --------------------- | ---- |
| 1    | Ramón López Marín     | 1600 |
| 2    | Álvaro Bañobre        | 1447 |
| 3    | José Antonio Pintor   | 958  |
| 4    | David Matalobos Viera | 930  |
| 5    | Jorge Iglesias Cores  | 635  |

### Grupo A
| Pos | Piloto                   | Pts  |
| --- | ------------------------ | ---- |
| 1   | Luis Vilariño            | 1820 |
| 2   | David González Gil       | 1392 |
| 3   | Iago Silva Domínguez     | 860  |
| 4   | Jaime Castro Castro      | 785  |
| 5   | Celestino Iglesias Cores | 649  |

### Grupo N
| Pos | Piloto               | Pts  |
| --- | -------------------- | ---- |
| 1   | Pablo Silva Losada   | 1605 |
| 2   | Féliz Macias Pazos   | 870  |
| 3   | José M. Lista Mañana | 800  |
| 4   | Alberto López Belón  | 770  |

### Grupo X
| Pos | Piloto                    | Pts  |
| --- | ------------------------- | ---- |
| 1   | Iván Ares                 | 1527 |
| 2   | Pablo Fernández Lameiro   | 711  |
| 3   | Juan Prado Carreira       | 678  |
| 4   | Javier Martínez Carracedo | 661  |
| 5   | Borja Vila Gradaille      | 653  |

### Escuderías
| Pos. | Escudería             | Pts  |
| ---- | --------------------- | ---- |
| 1    | Escudería Lalín-Deza  | 1565 |
| 2    | Escudería Surco       | 655  |
| 3    | Escudería A Pontenova | 500  |
| 4    | Terra Cha Sport       | 464  |
| 5    | Escudería Ourense     | 434  |